# 伊和恩格拉站
伊和恩格拉站是一个集通线上的铁路车站，位于内蒙古自治区锡林郭勒盟正蓝旗赛音呼都嘎苏木，建于1995年，目前为五等站，邮政编码为027214。目前客运：办理旅客乘降；不办理行李、包裹托运；不办理货运营业。
1. ↑  根据《中华人民共和国铁路车站代码》（GB/T10302-2010）